# Gavlen
Der Gavlen (englisch Gavlen Ridge) ist ein Gebirgszug im ostantarktischen Königin-Maud-Land. Er stellt den südlichen Ausläufer der Rootshorga im südlichen Teil der Sverdrupfjella dar.
Erste Luftaufnahmen entstanden bei der Deutschen Antarktischen Expedition (1938–1939). Norwegische Kartografen kartierten ihn anhand geodätischer Vermessungen und mittels Luftaufnahmen der Norwegisch-Britisch-Schwedischen Antarktisexpedition (NBSAE, 1949–1952) und Luftaufnahmen der Dritten Norwegischen Antarktisexpedition (1956–1960). Sein deskriptiver norwegischer Name bedeutet „Giebel“.